# Жильбер Мотье де Ла Файетт
Жильбер Мотье де Ла Файетт (Gilbert Motier de La Fayette) (1380 — 22 февраля 1462) — маршал Франции. Сеньор Ла Файетта, Понжибо, Небузака, Сен-Ромена и Монтель-де Жела. Предок Жильбера дю Мотье, маркиза де Лафайета.

## Биография
Родился в 1380 году. Сын Гильома Мотье, сеньора де Ла Файетта, дворянина на службе герцога Жана Беррийского, и Маргариты Катерины дю Пешен, дамы де Понжибо.
Воспитывался при дворе герцога Людовика II де Бурбона. Служил под началом маршала Бусико в Италии. В 1409 г. вернулся во Францию.
В 1413 и 1415 годах под началом герцога Жана I Бурбонского участвовал в битвах при Субизе и Компьене (Столетняя война).
С сентября 1420 г. — маршал Франции и губернатор Дофине. Одновременно с ним маршалами Франции были Пьер де Риё (1417—1439), Амори де Северак (1421—1427), Жан де Бросс (1426—1433), Жиль де Рец (1428—1440), Андре де Лаваль (с 1439), Филипп де Кюлан (1441—1454), Жан Потон де Сентрайль (1454—1461).
В 1422 г. вместе с Джоном Стюартом, графом Бьюкена командовал франко-шотландским войском в битве при Боже. В 1424 г. в битве при Вернёе попал в плен, освобождён после уплаты выкупа.
В 1429 г. во главе отряда в 300 человек вместе с Жанной д’Арк участвовал в снятии осады Орлеана и в битве при Патэ (Battle of Patay).
Присутствовал на коронации Карла VII в Реймсе 17 июля 1429 г. и вошёл в состав Большого королевского совета. В следующем году на короткое время попал в немилость, но потом до самой смерти пользовался доверием короля.
В 1435 году был одним из подписавших Аррасский договор между Карлом VII и герцогом Бургундии Филиппом Добрым.
Умер 23 февраля 1462 года в Оверни, похоронен в аббатстве Ла Шез-Дьё.
Первым браком (1420) был женат на Дофине де Монтейт (1400—1423). Вторая жена (свадьба 15 января 1423) — Жанна де Жуайёз (1405—1466), дочь Рандона де Жуайёза и Катерины Обер, дамы де Монтей Жела. Дети:
- Шарль (1425—1486), сеньор де Ла Файет, королевский советник и камергер.
- Антуан (1426—1480), сеньор де Ботеон Вош и де Гутнуруз, советник и камергер Людовика XI.
- Франсуаза, жена Жака Фурье
- Жан (1430—1490), рыцарь ордена иоаннитов.
- Луи, канонник в Лионе
- Катерина (1432—1484), жена Юга де Шовиньи, барона де Бло.
- Анна, жена Франсуа де Мобека, сеньора де Мобек и де Монлеар.
- Жанна
- Жильбер IV (1440—1527), сеньор де Сен-Ромен.

Ещё до женитьбы у Ла Файетта от любовницы родилась дочь Луиза (1414—1456), с 1419 г. жена Жана де Ла Роша, от которого — трое детей, унаследовавших после смерти отца сеньорию Турноэль.